# زبان یوانیک
زبان یِوانیک زبانی است که در گذشته مورد استفادهٔ یهودیان رمانیوت و قرائیم قسطنطنیه بوده‌است. این زبان برای گویندگان دیگر گویش‌های یونانی مسیحی قابل فهم بوده‌است. امروزه گویشوران این زبان به کمتر از ۵۰ تن تنزل یافته‌است.
نام این زبان از عبارت عبری یاوان -که در کتاب مقدس برای اشاره به یونانی‌ها و سرزمین‌های محل سکونتشان استفاده‌شده- گرفته شده‌است.
ادبیات این زبان محدود به اوایل دوران معاصر بوده و بزرگترین متن ادبی این زبان هم ترجمهٔ تورات بوده‌است. رومانیوت‌ها برای نگارش این زبان از الفبای عبری بهره می‌بردند.